# Nyctalina lignicola
Nyctalina lignicola är en svampart som beskrevs av G. Arnaud 1952. Nyctalina lignicola ingår i släktet Nyctalina, klassen Agaricomycetes, divisionen basidiesvampar och riket svampar.   Inga underarter finns listade i Catalogue of Life.